# Глаз разума
Глаз разума (англ. The Mind's Eye) — книга 2010 года невролога Оливера Сакса. Книга содержит тематические исследования людей, чья способность визуально ориентироваться в мире и общаться с другими была скомпрометирована, в том числе собственный опыт автора с раком глаза и его пожизненная неспособность распознавать лица.

## Тематические исследования
Один из примеров касается Сьюзан Р. Барри по прозвищу «Стерео Сью», о которой Сакс писал в 2006 году. Из-за косоглазия она жила без стереоскопического зрения 48 лет, но смогла стереоскопически видеть с помощью терапии зрения.
Другой случай — это известная концертная пианистка Лилиан Каллир, которая страдала атрофией задней коры головного мозга, но при этом оказалась на удивление стойкой, несмотря на многочисленные недостатки, вызванные нарушением; особенно заметно влияние на её музыкальные способности. Хотя её память и личность были нетронутыми, у неё были проблемы с обработкой зрительных стимулов, и она больше не могла читать слова или музыку, но в течение многих лет вела чрезвычайно активную жизнь, часто работая полностью по памяти, и никто, кроме её мужа, не знал, что у неё есть какие-то проблемы.
Другое тематическое исследование касалось очень жизнерадостной социальной женщины по имени Пэт, перенёсшей инсульт, который привёл к афазии — полной неспособности говорить или понимать слова. Одна глава посвящена делу Говарда Энгеля, автора популярной серии детективных романов. Из-за небольшого инсульта у него развилась alexia sine agraphia — неспособность читать, при сохранении при этом способности писать.

## Реакция критики
Брайан Апплеярд, рецензируя книгу для Literary Review, писал: «Доктор Сакс снова инсценирует самую странную и волнующую научную и культурную проблему нашего времени — природу человеческого разума — простым актом рассказывания историй».